# قائمة أعمال ألفرد دوبلن

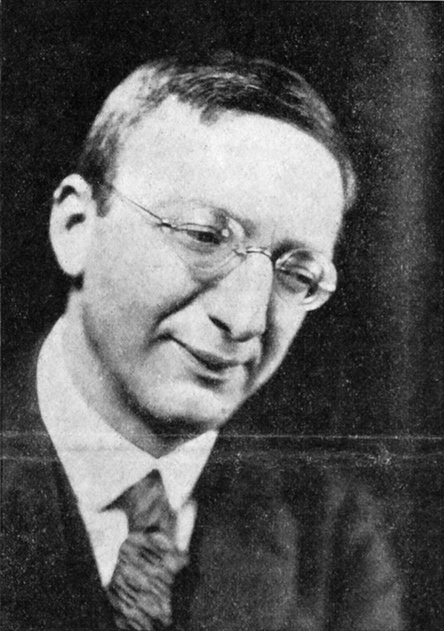
ألفرد دوبلن (1878-1957)

التالي قائمة بالأعمال الكبرى للروائي الألماني ألفرد دوبلن (1878-1957).

## حسب التاريخ
حسب التاريخ:
| العمل                       | العنوان الأصلي                                         | السنة     | ملخص | صورة |
| مقتل زهرة صفراء             | Die Ermordung einer Butterblume und andere Erzählungen | 1913      | مجموعة قصص قصيرة. |      |
| قفزات فانج لون الثلاث       | Die drei Sprünge des Wang-lun                          | 1916-1915 | رواية تاريخية، الرواية تحكي عن إضطراب وثورة حصلت في الصين في القرن الثامن عشر. |      |
| فالنشتاين                   | Wallenstein                                            | 1920      | رواية تاريخية تدور أحداثها في أوروبا الوسطى خلال فترة حرب الثلاثين عاماً، محور الرواية حول شخصيتين الأولى فرديناند الثاني وألبرشت فون فالنشتاين العسكري الذي خدم فرديناند الثاني. |      |
| جبال بحار وعمالقة           | Berge Meere und Giganten                               | 1924      | رواية خيال علمي تتحدث عن تطور المجتمع البشري حتى القرن السابع والعشرين، وتعرض الصراعات بين القوى السياسية في المستقبل، وتطور التكنولوجيا وغير ذلك. |      |
| ميدان ألكسندر في برلين      | Berlin Alexanderplatz                                  | 1929      | رواية |      |
| رحلة القدر. تقرير واعتراف   | Schicksalsreise. Bericht und Bekenntnis                | 1949      | ترجمة ذاتية يحكي دوبلن فيها تجربته في المنفى أثناء الحرب العالمية الثانية، بدءاً من رحلته من باريس مع الغزو النازي، ويصف هروبه من أوروبا عبر إسبانيا والبرتغال، والسنوات التي قضاها في لوس أنجلوس، وتحوله من اليهودية إلى الكاثوليكية، ثم عودته إلى وطنه في 1945 بعد اثني عشر عاماً قضاها قي المنفى |      |
| نوفمبر 1918: ثورة ألمانية   | November 1918: eine deutsche Revolution                | 1950-1948 | ثلاثية روائية، وتعد من أهم أعماله في المنفى. |      |
| هاملت أو نهاية الليل الطويل | Hamlet oder Die lange Nacht                            | 1956      | الرواية تتحدث عن جندي إنجليزي أُصيب في الحرب العالمية الثانية. |      |

## حسب النوع

### قصص قصيرة
- 1913: «مقتل زهرة صفراء» «Die Ermordung einer Butterblume und andere Erzählungen» (مجموعة قصص قصيرة).[1]

### روايات
- 1915: «قفزات فانج لون الثلاث» «Die drei Sprünge des Wang-lun» (رواية تاريخية).[1][2]
- 1920: «فالنشتاين» «Wallenstein» (رواية تاريخية).[1][3]
- 1924: «جبال بحار وعمالقة» «Berge Meere und Giganten» (رواية خيال علمي).[1][4]
- 1929: «ميدان ألكسندر في برلين. قصة حياة فرانس بيبركوبف» «Berlin Alexanderplatz. Die geschichte von Franz Biberkopf» (رواية).[1][5]
- 1950: «نوفمبر 1918: ثورة ألمانية» «November 1918: eine deutsche Revolution» (رواية).[1][6][7]
- 1956: «هاملت أو نهاية الليل الطويل» «Hamlet oder Die lange Nacht» (آخر روايات دوبلن).[1][3]

### سير ذاتية
- 1949: «رحلة القدر. تقرير واعتراف» «Schicksalsreise. Bericht und Bekenntnis» (سيرة ذاتية).[1][8]